# Fryderyk Mandl
Fryderyk Mandl (ur. ok. 1888, zm. 20 kwietnia 1933 w Warszawie) – polski sędzia piłkarski, przedsiębiorca.

## Życiorys
Jako sędzia piłkarski był arbitrem podczas finałów mistrzostw Polski w 1923.
W Warszawie przy ulicy Wareckiej 5 prowadził sklep „Fryderyk Mandl i S-ka”, w którym sprzedawano sprzęt sportowy.
Miał syna. 11 lipca 1932 w Wiedniu zmarła jego żona Tola (z domu Perlman) w wieku 38 lat. 
Pod koniec lutego 1933 nieznani sprawcy włamali się do istniejącego pod tym adresem magazynu artykułów sportowych firmy „Olimpjada" i ukradli niemal wszystkie zapasy sprzętu sportowego, natomiast właściciel F. Mandl oszacował straty na sumę 5000 zł.
Zmarł po krótkiej chorobie 20 kwietnia 1933 w Warszawie w wieku 45 lat. Został pochowany na cmentarzu ewangelicko-augsburskim w Warszawie.